# مارغريت هاميلتون (ناشرة)
مارغريت هاميلتون (بالإنجليزية: Margaret Dawn Hamilton)‏ هي ناشرة أسترالية، ولدت في 1941.